# Poirot (serie televisiva)
Poirot (Agatha Christie's Poirot) è una serie televisiva britannica incentrata sull'omonimo personaggio, Hercule Poirot, ideato da Agatha Christie e prodotta originariamente da London Weekend Television e poi da ITV Studios. È stata trasmessa in Inghilterra a partire dall'8 gennaio 1989 ed è terminata il 13 novembre 2013 dopo 13 stagioni, per un totale di 70 episodi, divisi fra 36 episodi della durata di 52 minuti, ispirati ai racconti brevi di Agatha Christie pubblicati nel corso degli anni venti, e 34 episodi della durata di 103 minuti, ispirati ai romanzi.

## Interpreti
Il protagonista, Hercule Poirot, è sempre stato interpretato da David Suchet, mentre fino alla ottava stagione Hugh Fraser è nel ruolo del capitano Arthur Hastings, Philip Jackson nel ruolo dell'Ispettore Capo Japp e Pauline Moran nel ruolo della segretaria Miss Felicity Lemon. Tutti hanno ripreso il proprio ruolo nella stagione conclusiva della serie. Dalla decima stagione esordiscono Zoë Wanamaker nel ruolo di Ariadne Oliver e David Yelland nel ruolo del maggiordomo George (Yelland era già comparso nell'episodio Delitto nei Mews, il secondo della prima stagione, nel ruolo di Laverton West).

### Ospiti d'onore
- Nel nono episodio della prima stagione, Il re di fiori, (come Ronnie Oglander), e nel terzo episodio della tredicesima stagione, La sagra del delitto, (come sir George Stubbs) compare Sean Pertwee.
- Nel decimo episodio della prima stagione, Il sogno, compare il compositore della colonna sonora Christopher Gunning nel ruolo del direttore della banda[1] e Joely Richardson.
- Nel quarto episodio della terza stagione, Nido di vespe, compare Peter Capaldi nel ruolo di Claude Langton.
- Nel settimo episodio della terza stagione, Il mistero della cassapanca spagnola, compare Pip Torrens nel ruolo del maggiore Rich.
- Nell'episodio Poirot non sbaglia della quarta stagione compaiono Christopher Eccleston nel ruolo di Frank Carter e Kevork Malikyan nel ruolo di Amberiotis.
- Nell'episodio La maledizione della tomba egizia della quinta stagione compare Robert Wisdom.
- Nell'episodio Lo specchio del morto della quinta stagione compare Jeremy Northam nel ruolo di Hugo Trent.
- Nell'episodio Iris gialli della quinta stagione compare Geraldine Somerville nel ruolo di Pauline Wetherby.
- Nell'episodio Filastrocca per un omicidio della sesta stagione compaiono Damian Lewis nel ruolo di Leonard Bateson e David Burke nel ruolo di sir Arthur Stanley.
- Nell'episodio Il ritratto di Elsa Greer della nona stagione compaiono Aidan Gillen nel ruolo di Amias Crail e Toby Stephens in quello di Philip Blake.
- Nell'episodio Poirot sul Nilo della nona stagione compaiono Emily Blunt nel ruolo di Linnet Ridgeway Doyle e David Soul nel ruolo di Andrew Pennington.
- Nell'episodio Poirot e la salma della nona stagione compaiono Edward Fox nel ruolo del maggiordomo Gudgeon e Edward Hardwicke nel ruolo di sir Henry Angkatell.
- Nel primo episodio della decima stagione, Il mistero del treno azzurro, compaiono Elliott Gould nel ruolo di Rufus Van Aldin, Lindsay Duncan nel ruolo di Lady Tamplin e Alice Eve nel ruolo di Lenox Tamplin.
- Nel secondo episodio della decima stagione, Carte in tavola, compare Alex Jennings nel ruolo del dottor Roberts.
- Nel terzo episodio della decima stagione, Dopo le esequie, compare Michael Fassbender nel ruolo di George Abernethie.
- Nell'episodio La domatrice dell'undicesima stagione compaiono Tim Curry nel ruolo di Lord Greville Boynton, John Hannah nel ruolo del dottor Theodore Gerard, Tom Riley nel ruolo di Raymond Boynton, Mark Gatiss nel ruolo di Leonard Boynton e Elizabeth McGovern nel ruolo di Dame Celia Westholme.
- Nell'episodio Tragedia in tre atti della dodicesima stagione compaiono Martin Shaw nel ruolo di sir Charles Cartwright e Art Malik nel ruolo di sir Bartolomew Strange.
- Nell'episodio Assassinio sull'Orient Express della dodicesima stagione compaiono Hugh Bonneville nel ruolo di Edward Masterman, Jessica Chastain nel ruolo di Mary Debenham e Toby Jones nel ruolo di Samuel Ratchett.
- Nell'episodio Gli elefanti hanno buona memoria della tredicesima ed ultima stagione compaiono Iain Glen nel ruolo del dottor Willoughby, Greta Scacchi nel ruolo della signora Burton-Cox e Vanessa Kirby nel ruolo di Celia Ravenscroft.
- Nell'episodio La sagra del delitto della tredicesima ed ultima stagione compare Tom Ellis nel ruolo dell'ispettore Bland.

## Produzione
Clive Exton e il produttore Brian Eastman hanno adattato il pilot e hanno scritto e prodotto le prime otto serie. Gli episodi non sono filologicamente fedeli ai romanzi e racconti di Agatha Christie, presentando delle differenze di sceneggiatura, pur nel rispetto dei tratti narrativi fondamentali (ma nel caso di La domatrice è stato cambiato il colpevole del delitto e il suo movente). I personaggi di Hastings e Japp compaiono molto più spesso rispetto ai romanzi.
Exton e Eastman lasciarono Poirot dopo il 2001, quando la produzione passò a Michele Buck e Damien Timmer. Gli episodi trasmessi dalla serie 9 nel 2003 presentavano un cambiamento di tono rispetto alle prime otto serie. L'umorismo è stato minimizzato e ogni episodio è presentato come un dramma serio con l'introduzione di elementi, non presenti nelle storie di Christie, che includevano l'uso di droghe, il sesso, l'aborto, l'omosessualità e una tendenza verso immagini più crude. Lo stile visivo degli episodi era di conseguenza diverso, in particolare, un tono complessivamente più oscuro e le location e gli arredi modernisti o Art Déco , ampiamente utilizzati all'inizio della serie, sono stati in gran parte abbandonati a favore di ambientazioni più sontuose (incarnate dalla rivisitazione della casa di Poirot come un appartamento più grande e lussuoso).
Nelle serie 9–12 sono assenti Hugh Fraser, Philip Jackson e Pauline Moran, che erano apparsi regolarmente fino ad allora. La decima serie  ha introdotto Zoë Wanamaker nei panni dell'eccentrica scrittrice di gialli Ariadne Oliver e David Yelland nei panni dell'affidabile cameriere di Poirot, George, un personaggio che era stato introdotto nei primi romanzi di Poirot scritti dalla Christie ma che era stato escluso dai primi adattamenti.
Clive Exton ha adattato sette romanzi e quattordici racconti per la serie. Anthony Horowitz è stato un altro scrittore prolifico per la serie, adattando tre romanzi e nove racconti, mentre Nick Dear ha adattato sei romanzi. Il comico e romanziere Mark Gatiss ha scritto tre episodi e ha anche recitato come guest star nella serie, così come Peter Flannery e Kevin Elyot. Ian Hallard, che ha co-scritto la sceneggiatura di "The Big Four" con Mark Gatiss, appare nell'episodio e anche in "Hallowe'en Party", che è stato sceneggiato solo da Gatiss.
Florin Court a Charterhouse Square, Londra, è la location utilizzata come residenza londinese immaginaria di Poirot, Whitehaven Mansions. L'ultimo episodio ad essere girato è stato "Dead Man's Folly" nel giugno 2013 nella Greenway Estate (che era la casa di Agatha Christie) trasmesso il 30 ottobre 2013. Alla maggior parte dei luoghi e degli edifici in cui sono stati girati gli episodi sono stati dati nomi di fantasia.

### Racconti non inclusi

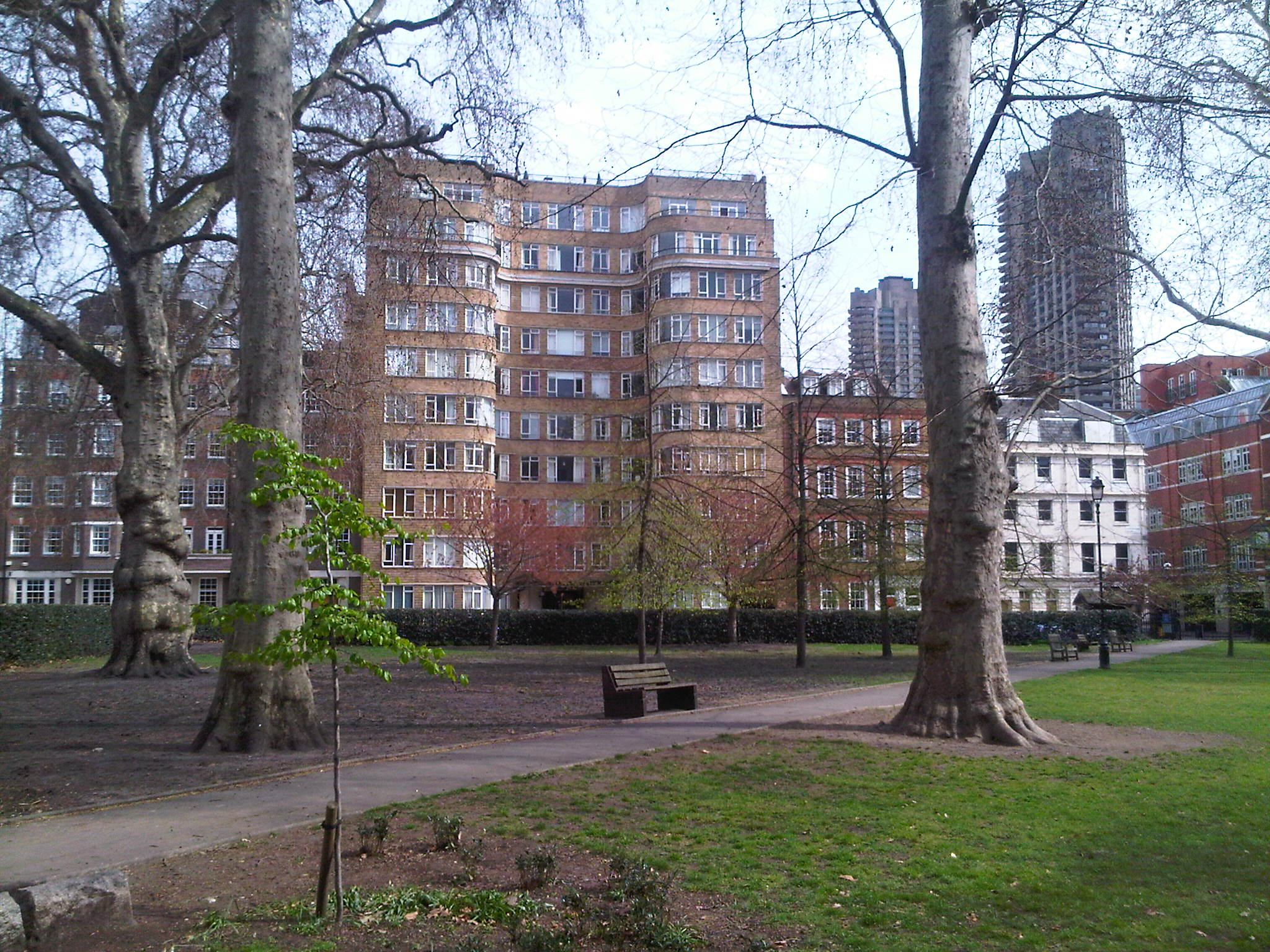
Florin Court è stata utilizzata per rappresentare la residenza di Poirot

Suchet affermò di aver completato l'intero canone di Poirot al momento della trasmissione dell'episodio finale, solo leggermente al di sotto dell'obiettivo che si era prefissato in un'intervista del 2007 di completare l'intero canone prima del suo sessantacinquesimo compleanno.
I racconti  "The Submarine Plans", "The Market Basing Mystery", "Christmas Adventure", "The Mystery of the Baghdad Chest", "The Second Gong", "The Incident of the Dog's Ball", e "Hercule Poirot and the Greenshore Folly" non sono inclusi poiché Agatha Christie in seguito riscrisse queste storie come romanzi diversi che sono stati trasposti in episodi della serie. A differenza delle altre raccolte di racconti di Poirot, in cui ogni storia veniva adattata in un episodio di un'ora, la raccolta intitolata Le Fatiche di Hercule, composta da dodici racconti collegati da una storia iniziale di ambientazione, è stata adattata in un unico film di due ore. Il risultato si è basato principalmente su alcune storie mentre altre hanno fornito solo dettagli minori.
Un altro racconto, "The Regatta Mystery", non è incluso nella serie poiché non è generalmente considerato parte del canone di Poirot. Pubblicata per la prima volta nel numero 546 dello Strand Magazine nel giugno 1936 con il titolo "Poirot and the Regatta Mystery" e illustrata da Jack M. Faulks, la storia fu successivamente riscritta dalla Christie per cambiare il detective da Hercule Poirot a Parker Pyne.
L'unica storia autentica di Poirot non inclusa in alcuna forma, totale o parziale, nella serie è l'opera teatrale del 1930 "Caffè nero" (Black Coffee) in quanto, sebbene sia stato adattato in un romanzo nel 1998, con il permesso degli eredi della Christie, non era precedentemente disponibile in tale formato: David Suchet ha dato una lettura dal vivo della versione originale dell'opera teatrale per la compagnia teatrale Agatha Christie e con questo ha ritenuto di aver reso giustizia all'intero canone.

## Episodi
La serie è stata trasmessa la prima volta in Inghilterra dall'8 gennaio 1989 ed è terminata il 13 novembre 2013 dopo 13 stagioni, per un totale di 71 episodi, divisi, con alcune eccezioni, fra episodi della durata di 52 minuti, ispirati ai racconti brevi di Agatha Christie pubblicati nel corso degli anni venti, ed episodi della durata di 103 minuti, ispirati ai romanzi.
In Italia è stata trasmessa in prima TV da Rete 4, Fox Crime (stagioni 9 e 10) e infine da DIVA Universal (stagioni 11 e 12), per poi proseguire in replica su Top Crime e Sky Investigation. Tutte le stagioni sono state pubblicate in DVD con doppio audio da Malavasi Editore, che ne ha curato l'edizione italiana. Rete 4, a inizio 2014, ha trasmesso quattro degli ultimi cinque episodi della tredicesima e ultima stagione; l'ultimo capitolo, che chiude l'intero ciclo, è stato posticipato al 24 maggio 2014, in quanto, dato i buoni riscontri di pubblico, si è optato per la riproposizione di alcuni vecchi episodi e di posticipare il capitolo finale per una questione di continuità narrativa. L'ultimo episodio della tredicesima stagione, Sipario, è stato candidato agli Emmy Awards 2015 per la categoria "Miglior film per la televisione".
| Stagione             | Episodi | Prima TV Inghilterra | Prima TV Italia |
| -------------------- | ------- | -------------------- | --------------- |
| Prima stagione       | 10      | 1989                 | 1990            |
| Seconda stagione     | 10      | 1990                 | 1991            |
| Terza stagione       | 11      | 1991                 | 1992            |
| Quarta stagione      | 3       | 1992                 | 1993            |
| Quinta stagione      | 8       | 1993                 | 1994            |
| Sesta stagione       | 4       | 1995-1996            | 1997            |
| Settima stagione     | 2       | 2000                 | 2001            |
| Ottava stagione      | 2       | 2001                 | 2002            |
| Nona stagione        | 4       | 2003-2004            | 2005            |
| Decima stagione      | 4       | 2005-2006            | 2007            |
| Undicesima stagione  | 4       | 2008-2009            | 2010            |
| Dodicesima stagione  | 4       | 2009-2010            | 2012            |
| Tredicesima stagione | 5       | 2013                 | 2014            |

## Ricezione critica
Secondo molti critici ed appassionati, la caratterizzazione di Suchet è considerata l'interpretazione più accurata di tutti gli attori che hanno interpretato Poirot, e la più vicina al personaggio nei libri. Nel 2013 Suchet ha rivelato che la figlia di Christie, Rosalind Hicks, gli aveva detto che era sicura che Christie avrebbe approvato la sua performance.  Il nipote di Agatha Christie, Mathew Prichard, ha commentato: "Personalmente, mi dispiace molto che lei [Agatha Christie] non abbia mai visto David Suchet. Penso che visivamente sia di gran lunga il più convincente.

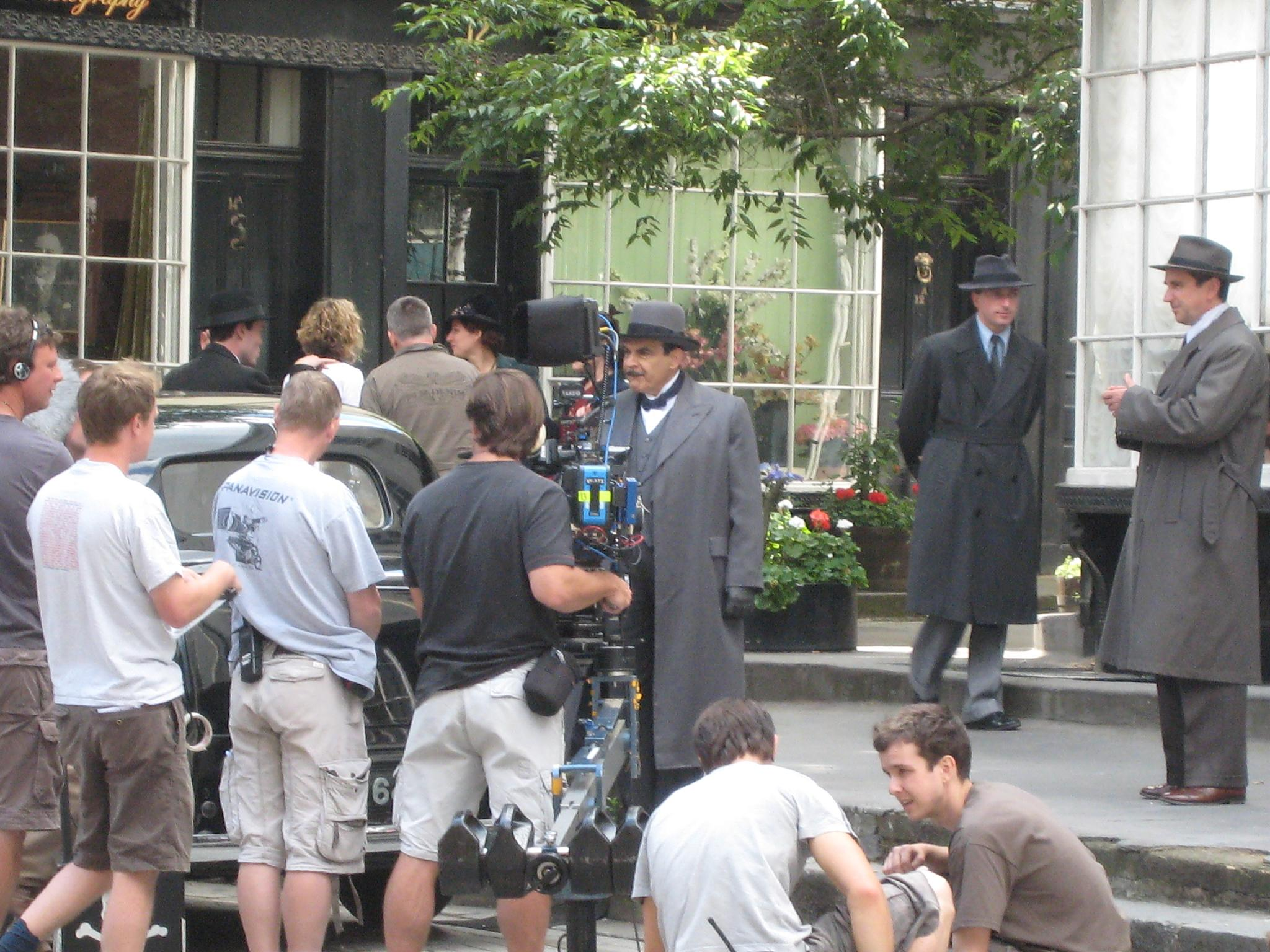
David Suchet sul set a Londra nei panni di Hercule Poirot nel 2009

## Colonna sonora
Le musiche della serie sono state composte dal compositore britannico Christopher Gunning e sono state pubblicate nei due cd:
- Agatha Christie's Poirot - Original Music From The LWT Series (Virgin, 1992)
- Agatha Christie's Poirot - Music from the TV Series (Discovery Music & Vision, 2013)

## Documentari
Il 4 e il 5 novembre del 2006, come anticipazione del ventesimo anniversario della serie, la rete televisiva inglese ITV3 ha ritrasmesso i principali episodi della serie televisiva, affiancando loro i due documentari Io, Poirot (Poirot & Me), in cui David Suchet racconta la storia e gli aneddoti della lavorazione della serie, e Super Sleuth: Poirot, in cui gli si affiancano gli attori Hugh Fraser, Philip Jackson e Pauline Moran, gli sceneggiatori Clive Exton ed Anthony Horowitz, il produttore Brian Eastman e il nipote di Agatha Christie Matthew Prichard.

## Libri
Nel 2013, in occasione del venticinquesimo anniversario della serie e della messa in onda della sua ultima stagione in Gran Bretagna, David Suchet ha pubblicato il libro Poirot and Me, scritto assieme al giornalista britannico Geoffrey Wansell.